# 667772 Wuhsinheng
667772 Wuhsinheng è un asteroide della fascia principale esterna. Scoperto nel 2006, presenta un'orbita caratterizzata da un semiasse maggiore pari a 3,054437 UA e da un'eccentricità di 0,229847, inclinata di 4,148670° rispetto all'eclittica.
Hsin-Heng Wu è un astronomo e professore presso il Dipartimento di Fisica della National Central University. Ha svolto un ruolo fondamentale nell'istruzione astronomica superiore a Taiwan e ha guidato la fondazione del primo osservatorio orientato alla ricerca del Paese.